# Powieść encyklopedyczna
Powieść encyklopedyczna – odmiana powieści, która charakteryzuje się obszernym rozmiarem, stylem wysokim oraz zawiera szczegółowe i wyczerpujące informacje z określonej dziedziny nauki (do jej pełnego zrozumienia potrzebny jest często wgląd do encyklopedii). Powieści encyklopedyczne często mają na celu przedstawienie pełnego zakresu wiedzy z danej dyscypliny lub danej kultury, objęcie całości przekonań i wiedzy z określonej dziedziny.

## Przykłady
Nazwa powieść encyklopedyczna została spopularyzowana przez amerykańskiego profesora Edwarda Mendelsona. Do najważniejszych przykładów powieści encyklopedycznej zaliczane są m.in. Tęcza grawitacji Thomasa Pynchona, Ulisses Jamesa Joyce'a, Niewyczerpany żart Davida Fostera Wallace'a czy Podziemia Dona DeLillo. Do wcześniejszych utworów zaliczanych do prekursorów powieści encyklopedycznej należą m.in. Boska komedia, Wojna i pokój czy Faust.
Mianem powieści encyklopedycznej bywają również określane Księgi Jakubowe Olgi Tokarczuk.